# Sandy Ridge
Sandy Ridge és una concentració de població designada pel cens dels Estats Units a l'estat de Pennsilvània. Segons el cens del 2000 tenia 340 habitants.

## Demografia
Segons el cens del 2000, Sandy Ridge tenia 340 habitants, 127 habitatges, i 100 famílies. La densitat de població era de 205,1 habitants/km².
Dels 127 habitatges en un 33,1% hi vivien nens de menys de 18 anys, en un 70,1% hi vivien parelles casades, en un 7,1% dones solteres, i en un 20,5% no eren unitats familiars. En el 17,3% dels habitatges hi vivien persones soles l'11,8% de les quals corresponia a persones de 65 anys o més que vivien soles. El nombre mitjà de persones vivint en cada habitatge era de 2,68 i el nombre mitjà de persones que vivien en cada família era de 3,02.
Per edats la població es repartia de la següent manera: un 24,4% tenia menys de 18 anys, un 4,7% entre 18 i 24, un 35% entre 25 i 44, un 20,9% de 45 a 60 i un 15% 65 anys o més.
L'edat mediana era de 37 anys. Per cada 100 dones de 18 o més anys hi havia 96,2 homes.
La renda mediana per habitatge era de 34.375 $ i la renda mediana per família de 39.250 $. Els homes tenien una renda mediana de 26.438 $ mentre que les dones 14.722 $. La renda per capita de la població era de 14.657 $. Cap de les famílies i el 2,5% de la població estaven per davall del llindar de pobresa.

## Poblacions més properes
El següent diagrama mostra les poblacions més properes.